# وايت إيتون
وايت إيتون هو رسام كندي، ولد في 6 مايو 1849 في كيبك في كندا، وتوفي في 7 يونيو 1896 في نيوبورت في الولايات المتحدة بسبب سل.

## وصلات خارجية
- وايت إيتون على موقع الموسوعة البريطانية (الإنجليزية)